# 1714. El preu de la llibertat
1714. El preu de la llibertat és un projecte una minisèrie de ficció històrica sobre el setge de Barcelona i la batalla de l'11 de setembre que no va arribar a executar-se. Dirigida per Sílvia Quer i produïda per Televisió de Catalunya i Prodigius Cinema havia de comptar amb els actors Sílvia Bel, Lluís Homar, Josep Maria Pou i Marc Cartes.
Segons el seu productor executiu Agustí Mezquida, el pressupost de la producció era de tres milions d'euros, la major part dels quals provenien d'empreses, entitats i institucions col·laboradores. A través d'una campanya de micromecenatge també s'aconseguí més de 225.000 euros, 150.000 dels quals aportats per Euskal Irrati Telebista.